# Sarah Wentworth Apthorp Morton
Sarah Wentworth Apthorp Morton (ur. 1759 w Bostonie, zm. 14 maja 1846) – amerykańska poetka.
Pochodziła z bogatej kupieckiej rodziny; w 1781 wyszła za mąż za prawnika Pereza Mortona. Pisała od najmłodszych lat, jednak do 1788 jej utwory nie wychodziły poza krąg przyjaciół. Później zaczęła publikować pod pseudonimem Philenia Constantia. Jej debiut książkowy ukazał się w 1790. Massachusetts Magazine określił ją mianem "amerykańskiej Safony".
Dawniej przypisywano jej autorstwo The Power of Sympathy, pierwszej amerykańskiej powieści.

## Publikacje
- Ouâbi: or the Virtues of Nature. An Indian Tale in Four Cantos, 1790.
- The African Chief, 1792.
- Beacon Hill. A Local Poem, 1797.
- The Virtues of Society. A Tale Founded on Fact, 1799.
- My Mind and Its Thoughts, in Sketches, Fragments, and Essays, 1823.